# Tithonia
Tithonia es un género de plantas fanerógamas de la familia de las asteráceas.  Comprende 45 especies descritas y de estas, solo 11 aceptadas.

## Taxonomía
El género fue descrito por Desf. ex Juss. y publicado en Genera Plantarum 189. 1789. La especie tipo es Tithonia rotundifolia (Mill.) S.F.Blake.

### Etimología
Tithonia: nombre genérico derivado de la figura mitológica griega Titono, símbolo de la vejez; tal vez dado en alusión al indumento que caracteriza a algunos de los miembros de este género.

## Especies aceptadas
A continuación se brinda un listado de las especies del género Tithonia aceptadas hasta julio de 2012, ordenadas alfabéticamente. Para cada una se indica el nombre binomial seguido del autor, abreviado según las convenciones y usos.
- Tithonia calva Sch.Bip.
- Tithonia diversifolia (Hemsl.) A.Gray
- Tithonia fruticosa Canby & Rose
- Tithonia hondurensis La Duke
- Tithonia koelzii McVaugh
- Tithonia longiradiata (Bertol.) S.F.Blake
- Tithonia pedunculata Cronquist
- Tithonia pittieri (Greenm.) S.F.Blake
- Tithonia rotundifolia (Mill.) S.F.Blake: girasol mexicano
- Tithonia thurberi A.Gray
- Tithonia tubaeformis (Jacq.) Cass.

## Galería de imágenes
|                       |
| Tithonia rotundifolia |

|                      |
| Tithonia tubaeformis |

|                       |
| Tithonia diversifolia |

|                                   |
| Semillas de Tithonia rotundifolia |

|                                                  |
| Polinización mediante abejorro del género Bombus |